# Желтянка (село)
Желтянка — село в Хвастовичском районе Калужской области. В составе муниципального образования Сельское поселение «Село Бояновичи». Численность населения — 13 (2010).

## История
Населенный пункт образован в конце XIX века как выселки из села Красное,
по другим данным деревня основана в 1925 году.
До 1927 года входила в Милеевскую волость Жиздринского уезда, позднее в Карачевский уезд, затем Карачевский район. С 1940 года в составе Хвастовичского района.
Накануне Великой Отечественной войны в селении проживало более 300 человек. Осенью 1941 года деревня была оккупирована немецкими войсками. В начале 1942 года она была сожжена карательным отрядом, однако большая часть жителей, предупреждённый партизанами, успела покинуть селение. Летом 1943 года деревня подверглась бомбёжке и вновь сожжена. В августе территорию освободили силами Красной Армии.

## География
Особенностью расположения села было его нахождение в анклаве Брянской области, что существенно осложняло связь с остальной территорией Калужской области. Например, это делало невозможным обслуживание и ремонт дороги и линии электропередач до соседнего села Фроловка. Для территориального устройства села Совет Федерации ФС РФ в феврале 2022 года утвердил обмен между областями территорий равной площади по 22,3 га. Таким образом территория села Желтянка соединится с основной территорией Калужской области.
Село расположено на правом берегу реки Рессетичка.

## Население
| 2002 | 2010 |
| ---- | ---- |
| 28   | ↘13  |